# Västerviks kommun
Västerviks kommun är en kommun i Kalmar län. Centralort är Västervik.
Västervik präglas av närheten till Tjusts skärgård. Trakten kännetecknas av en mycket sönderskuren kust med ett stort antal öar. Inlandet har likaledes en mångfald av insjöar. Tillverkningsindustri likväl som offentlig service och turistnäring dominerar det lokala näringslivet. 
Sedan kommunen bildades 1971 har befolkningstrenden varit negativ. Traditionellt har Socialdemokraterna varit det starkaste partiet och under 2010-talet har de varit delaktiga i de tre regnbågskoalitioner som styrt kommunen.

## Administrativ historik
Kommunens område motsvarar socknarna: Blackstad, Dalhem, Gamleby, Gladhammar, Hallingeberg, Hjorted, Lofta, Loftahammar, Odensvi, Törnsfall, Ukna, Västra Ed och Västrum. I dessa socknar bildades vid kommunreformen 1862 landskommuner med motsvarande namn. I området fanns även Västerviks stad som 1863 bildade en stadskommun. Överums landskommun bildades 1931 genom utbrytning ur landskommunerna Dalhem, Gamleby, Lofta, Ukna och Västra Ed.
I Gamleby landskommun fanns från kommunreformen 1862 Gamleby municipalköping och dessutom inrättades där 1 mars 1918 Gamleby municipalsamhälle. Dessa båda upplöstes med utgången av 1955.
Vid kommunreformen 1952 bildades ett antal "storkommuner" i området: Gamleby (av de tidigare kommunerna Gamleby, Lofta och Odensvi), Gladhammar (av Gladhammar, Törnsfall och Västrum), Locknevi (av Blackstad och Locknevi), Tjust-Ed (av Tryserum, Västra Ed och Östra Ed), Uknadalen (av Gärdserum, Hannäs och Ukna) samt Överum (av Dalhem och Överum). Landskommunerna Hallingeberg, Hjorted och Loftahammar samt Västerviks stad förblev oförändrade. 
1967 införlivades Gladhammars landskommun i Västerviks stad. Västerviks kommun bildades vid kommunreformen 1971 av Västerviks stad, landskommunerna Gamleby, Hallingeberg, Hjorted, Loftahammar och Överum samt en del ur Locknevi landskommun (Blackstads församling), en del ur Uknadalens landskommun (Ukna församling) och en del ur Tjust-Eds landskommun (Västra Eds församling).
Kommunen ingick från bildandet till 2005 i Västerviks domsaga och ingår sedan 2005 i Kalmar domsaga.

## Geografi
Kommunen är Götalands största kommun till ytan på fastlandet och räknas som en egen arbetsmarknadsregion. Kommunen är belägen i de nordöstra delarna av landskapet Småland och har Östersjön med Tjusts skärgård i öster. Västerviks kommun gränsar i söder till Oskarshamns kommun, i sydväst till Vimmerby kommun, båda i Kalmar län, samt i nordväst till Kinda kommun och i norr till Åtvidabergs kommun och Valdemarsviks kommun, alla i Östergötlands län.
Västerviks kommun ligger i Tjustbygden, ett av Smålands traditionella små länder. 

### Topografi och hydrografi
Västervik präglas av närheten till Tjusts skärgård. Trakten kännetecknas av en mycket sönderskuren kust med ett stort antal öar. Inlandet har likaledes en mångfald av insjöar. Det kala berget går ofta i dagen även i kommunens inre delar. En betydande del av markytan är tallskog men det finns även större bestånd av bland annat ek och björk. Gran förekommer i viss omfattning i inlandet men är mindre vanlig i kustbandet.
En mindre del är uppodlad. Jordbruket har av tradition varit mer inriktat på djurhållning än växtodling.
Nedan presenteras andelen av den totala ytan 2020 i kommunen jämfört med riket.
|  | Bebyggelse (3,9 %) |

|  | Skog (73,9 %) |

|  | Öppen myrmark (0,9 %) |

|  | Jordbruksmark (13,6 %) |

|  | Övrig mark (7,7 %) |

|  | Bebyggelse (3,1 %) |

|  | Skog (68,0 %) |

|  | Öppen myrmark (7,2 %) |

|  | Jordbruksmark (7,4 %) |

|  | Övrig mark (14,3 %) |

### Naturskydd
År 2022 fanns 35 naturreservat i kommunen  varav ett var kommunalt, Gränsö naturreservat. Övriga är statliga och förvaltas av Länsstyrelsen i Kalmar län. Därtill finns 29 Natura 2000- områden i kommunen. I Forsby naturreservat finns ett flertal olika skogar och trädslag däribland tallskog, granskog, klibbalssumpskog, bokskog, ek och lind. Den typiska naturen för Tjusts innerskärgård finns i reservaten Vindåsen och Hulöhamn. Det är två karga områden som inkluderar bergsområden med begränsad flora. Där trivs ovanliga arter som apollofjäril, tallticka, garnlav, skeppsvarvsfluga och ryl.

### Administrativ indelning

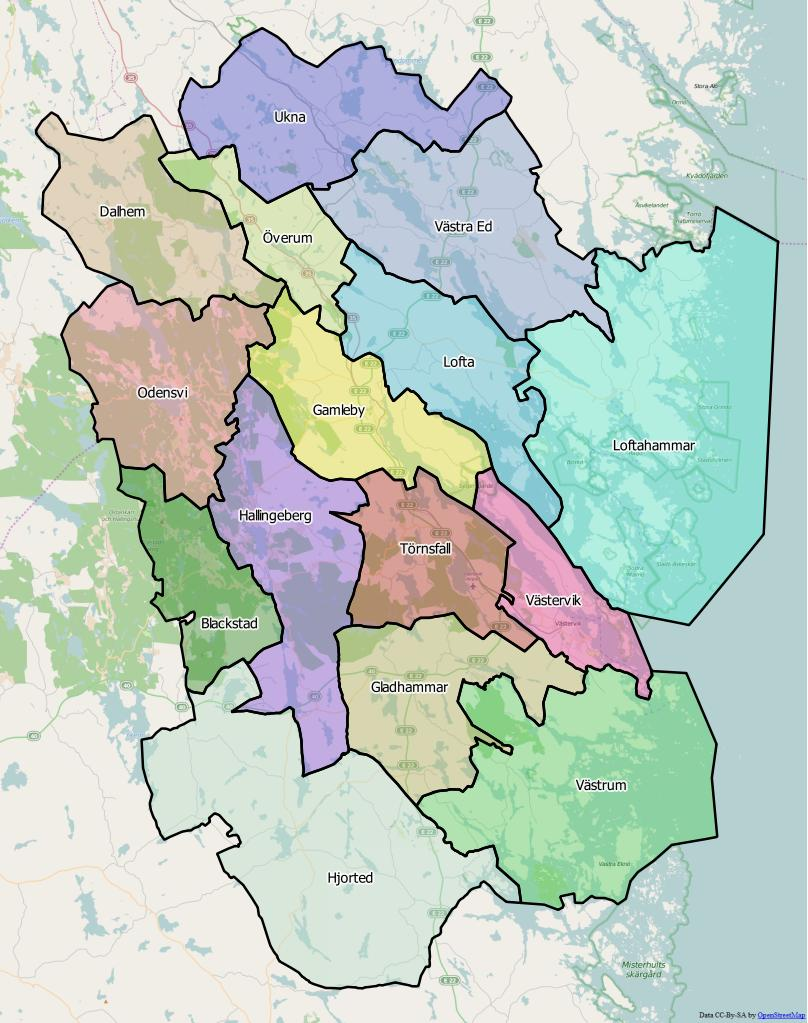
Distrikt inom Västerviks kommun

Fram till 2016 var kommunen för befolkningsrapportering indelad I 13 församlingar – Dalhem, Gamleby, Gladhammar-Västrum, Hallingeberg-Blackstad, Hjorted, Lofta, Loftahammar, Odensvi, Törnsfall, Ukna, Västervik, Västra Ed och Överum.
Från 2016 indelas kommunen i följande distrikt:

- Blackstad
- Dalhem
- Gamleby
- Gladhammar
- Hallingeberg
- Hjorted
- Lofta
- Loftahammar
- Odensvi
- Törnsfall
- Ukna
- Västervik
- Västra Ed
- Västrum
- Överum

### Tätorter
Det finns 10 tätorter i Västerviks kommun.
I tabellen presenteras tätorterna i storleksordning per den 31 december 2015. Centralorten är i fet stil.
| Nr | Tätort      | Befolkning |
| -- | ----------- | ---------- |
| 1  | Västervik   | 21 178     |
| 2  | Gamleby     | 2 758      |
| 3  | Ankarsrum   | 1 234      |
| 4  | Överum      | 1 160      |
| 5  | Gunnebo     | 1 022      |
| 6  | Piperskärr  | 579        |
| 7  | Loftahammar | 435        |
| 8  | Hjorted     | 326        |
| 9  | Edsbruk     | 324        |
| 10 | Totebo      | 237        |

## Styre och politik

### Styre
Mandatperioden 2010 till 2014 inleddes med ett Alliansstyre, men efter halva mandatperioden sprack samarbetet och Moderaterna bildade tillsammans med Socialdemokraterna en gemensam blocköverskridande koalition. En mittenkoalition bestående av Centerpartiet, Miljöpartiet och Socialdemokraterna bildade en majoritetskoalition efter valet 2014, vilka fortsatte styra i minoritet efter valet 2018.
Mandatperioden 2022 till 2026 styrs Västerviks kommun av Westerviksalliansen bestående av Moderaterna, Kristdemokraterna, Liberalerna och Westerwikspartiet i samarbete med Sverigedemokraterna.

### Kommunfullmäktige

#### Presidium
| Presidium 2022–2026    | Presidium 2022–2026 | Presidium 2022–2026 |
| ---------------------- | ------------------- | ------------------- |
| Ordförande             | M                   | Elin Landerdahl     |
| Förste vice ordförande | KD                  | Lars-Inge Karlsson  |
| Andre vice ordförande  | S                   | Andreas Johansson   |

#### Mandatfördelning 1970–2022
|  | 39 | 15 | 7 |  | 9 |

| 68 |

| 5 | 35 | 19 | 4 |  | 10 |

| 62 | 13 |

|  | 34 |  | 19 | 4 |  | 10 |

| 59 | 16 |

|  | 37 | 5 | 14 | 4 |  | 10 |

| 55 | 20 |

|  | 38 |  | 7 | 11 |  |  | 12 |

| 50 | 25 |

|  | 36 |  | 6 | 9 | 5 |  | 12 |

| 48 | 27 |

| 4 | 34 |  | 5 | 11 | 6 |  | 10 |

| 49 | 26 |

| 3 | 25 |  | 4 | 10 | 4 | 3 | 12 |

| 41 | 22 |

| 3 | 32 |  |  | 10 |  |  | 10 |

| 41 | 22 |

| 7 | 26 | 3 |  | 7 |  | 5 | 12 |

| 39 | 24 |

| 5 | 24 |  | 4 | 8 | 6 | 4 | 10 |

| 38 | 25 |

| 3 | 22 |  |  | 3 | 6 |  |  | 22 |

| 34 | 29 |

|  | 21 |  |  |  |  | 4 |  |  | 21 |

| 31 | 26 |

|  | 21 | 3 | 3 | 5 |  | 5 | 3 |  | 13 |

| 30 | 27 |

| 3 | 18 |  | 3 | 7 |  | 5 | 3 |  | 12 |

| 32 | 25 |

| 3 | 18 |  |  | 9 |  | 4 |  | 3 | 13 |

| 33 | 24 |

### Nämnder

#### Kommunstyrelse
Kommunstyrelsen utgörs av 11 ordinarie ledamöter. Under sig har Kommunstyrelsen fyra utskott.
| Presidium 2022–2026    | Presidium 2022–2026 | Presidium 2022–2026 |
| ---------------------- | ------------------- | ------------------- |
| Ordförande             | M                   | Harald Hjalmarsson  |
| Förste vice ordförande | L                   | Ulf Nilsson         |
| Andre vice ordförande  | S                   | Marcus Fridlund     |

#### Lista över kommunstyrelsens ordförande
- Harald Hjalmarsson, Moderaterna, 2002–2014[18]
- Tomas Kronståhl, Socialdemokraterna, 2014–2018
- Dan Nilsson, Socialdemokraterna, 2018–31 december 2022
- Harald Hjalmarsson, Moderaterna, 1 januari 2023–

Denna lista hämtas från Wikidata. Informationen kan ändras där.

#### Övriga nämnder
Utöver kommunens nämnder finns Kommunernas hjälpmedelsnämnd i Kalmar län som är gemensam med övriga kommuner i Kalmar län.
| Nämnd                        | Ordförande | Ordförande           | Förste vice ordförande | Förste vice ordförande | Andre vice ordförande | Andre vice ordförande |
| ---------------------------- | ---------- | -------------------- | ---------------------- | ---------------------- | --------------------- | --------------------- |
| Barn- och utbildningsnämnden | M          | Andreas Billtorp     | WP                     | Jonas Jalkteg          | S                     | Klara Björkum         |
| Miljö- och byggnadsnämnden   | M          | Niclas Wallander     | SD                     | Hans Wretelid          | S                     | Ulf Jonsson           |
| Socialnämnden                | M          | Hans-Jörgen Petersen | S                      | Staffan Hederberg      |                       |                       |

Källa:

### Valresultat 2022
| Parti                            | Valdistrikt          | Valdistrikt | Kommun  |
| Parti                            | Starkaste            | Andel       | Andel   |
| -------------------------------- | -------------------- | ----------- | ------- |
| S                                | Karstorp             | 42,84 %     | 32,02 % |
| M                                | Piperskärr-Gränsö    | 40,83 %     | 23,36 % |
| SD                               | Överum               | 25,05 %     | 15,05 % |
| C                                | Blackstad-Odensvi    | 26,80 %     | 7,27 %  |
| KD                               | Gamleby 2-Lofta      | 8,54 %      | 4,89 %  |
| V                                | Södermalm            | 7,18 %      | 4,58 %  |
| S-V                              | Överum               | 7,70 %      | 3,58 %  |
| VDM                              | Hjorted              | 5,54 %      | 3,19 %  |
| MP                               | Djurgården-Törnsfall | 4,03 %      | 2,33 %  |
| LPo                              | Blackstad-Odensvi    | 1,03 %      | 0,28 %  |
| Data hämtat från Valmyndigheten. |                      |             |         |

Exklusive uppsamlingsdistrikt. Partier som fått mer än en procent av rösterna i minst ett valdistrikt redovisas.

### Vänorter
Västervik är vänort till Tønder i Danmark, Bamble i Norge, Närpes i Finland, Akranes på Island och Ventspils i Lettland.

## Ekonomi och infrastruktur

### Näringsliv
Tillverkningsindustri, offentlig service och turistnäring dominerar det lokala näringslivet. Industrin är begränsad till ett fåtal stora och medelstora företag, varav ett flertal tappat arbetstillfällen efter rationaliseringar. Exempel på sådana företag är Elfa International som bland annat tillverkar trådbackar och Axalta Powder Coating System Nordic som tillverkar våt- och pulverfärg. Turistnäringen är betydande men främst koncentrerad till sommarhalvåret. Det finns ett flertal gästhamnar i kommunen samt Nordens största campinganläggning vilka utgör basen  turistnäringen.

### Infrastruktur

#### Transporter
I nord-sydlig riktning genomkorsas den östra delen av kommunen av E22. Norr om Gamleby avtar länsväg 213 åt öster och i Gamleby avtar riksväg 35 åt nordväst och länsväg 135 åt väster. I höjd med Gunnebo avtar riksväg 40 åt väster.
Från nordväst sträcker sig Tjustbanan från Linköping som trafikeras av regiontåget Krösatågen med stopp vid Överums bruk, Gamleby, Tjustskolan och centrala Västervik. Från nordost mot sydväst löper Smalspårsjärnvägen Hultsfred–Västervik.

## Befolkning

### Demografi

#### Befolkningsutveckling
Kommunen har 36 370 invånare (31 mars 2025), vilket placerar den på 73:e plats avseende folkmängd bland Sveriges kommuner.
| Befolkningsutvecklingen i Västerviks kommun 1810–2020 | Befolkningsutvecklingen i Västerviks kommun 1810–2020 | Befolkningsutvecklingen i Västerviks kommun 1810–2020 | Befolkningsutvecklingen i Västerviks kommun 1810–2020 | Befolkningsutvecklingen i Västerviks kommun 1810–2020 |
| ----------------------------------------------------- | ----------------------------------------------------- | ----------------------------------------------------- | ----------------------------------------------------- | ----------------------------------------------------- |
|                                                       |                                                       |                                                       |                                                       |                                                       |
| År                                                    |                                                       |                                                       | Folkmängd                                             |                                                       |
| 1810                                                  | 1810                                                  |                                                       | 23 304                                                |                                                       |
| 1850                                                  | 1850                                                  |                                                       | 31 716                                                |                                                       |
| 1900                                                  | 1900                                                  |                                                       | 39 217                                                |                                                       |
| 1910                                                  | 1910                                                  |                                                       | 39 587                                                |                                                       |
| 1920                                                  | 1920                                                  |                                                       | 41 232                                                |                                                       |
| 1930                                                  | 1930                                                  |                                                       | 41 824                                                |                                                       |
| 1940                                                  | 1940                                                  |                                                       | 41 240                                                |                                                       |
| 1950                                                  | 1950                                                  |                                                       | 42 177                                                |                                                       |
| 1960                                                  | 1960                                                  |                                                       | 42 562                                                |                                                       |
| 1970                                                  | 1970                                                  |                                                       | 42 312                                                |                                                       |
| 1975                                                  | 1975                                                  |                                                       | 41 702                                                |                                                       |
| 1980                                                  | 1980                                                  |                                                       | 41 263                                                |                                                       |
| 1985                                                  | 1985                                                  |                                                       | 39 975                                                |                                                       |
| 1990                                                  | 1990                                                  |                                                       | 39 908                                                |                                                       |
| 1995                                                  | 1995                                                  |                                                       | 39 579                                                |                                                       |
| 2000                                                  | 2000                                                  |                                                       | 37 433                                                |                                                       |
| 2005                                                  | 2005                                                  |                                                       | 36 505                                                |                                                       |
| 2010                                                  | 2010                                                  |                                                       | 36 206                                                |                                                       |
| 2015                                                  | 2015                                                  |                                                       | 36 049                                                |                                                       |
| 2020                                                  | 2020                                                  |                                                       | 36 655                                                |                                                       |
| Anm: All statistik baserar sig på dagens kommungräns. |                                                       |                                                       |                                                       |                                                       |

## Kultur

### Kulturarv
År 2022 fanns 4185 registrerade fornlämningar hos Riksantikvarieämbetet. Tusentals fornlämningar finns i området Tjustbygden, kallat Bronsålderskusten. Området är ett av norra Europas största områden för hällristningar. Dessutom fanns ett antal i Forsby naturreservat där man hittat gravhögar, domarringar och stensättningar men också en ödegruva bestående av gruvhål samt en varphög överväxt med mossa och torv.
Andra kulturarv är exempelvis Stegeholms slottsruin, också känd för Visfestivalen i Västervik, där det är okänt exakt när byggnaden tillkom.

### Kommunvapen
Blasonering: I blå sköld ett enmastat skepp av guld.
Sedan 1500-talet hade Västerviks stad ett skepp i sitt sigill. När man på 30-talet ville få ett vapen fastställt så föreslog Riksheraldikerämbetet ett enmastat sådant, vilket det också blev. Efter kommunbildningen övertog kommunen vapnet och registrerade det 1974. Fyra andra enheter hade vapen från 1950-talet, Hallingeberg, Gladhammar, Loftahammar och Överum, vars giltighet upphörde.

Gladhammars landskommun (1953–1966)
Hallingebergs landskommun (1955–1970)
Loftahammars landskommun (1951–1970)
Överums landskommun (1953–1970)